# Aloísio Stepinac
Aloísio Viktor Stepinac (em croata:  Alojzije Viktor Stepinac, Krašić, 8 de maio de 1898 — Krašić, 10 de fevereiro de 1960) foi um cardeal da Igreja Católica, bem como arcebispo de Zagreb de 1937 até sua morte, em 1960. Foi julgado pelo governo comunista da Iugoslávia após a Segunda Guerra Mundial e condenado por traição e colaboração com o regime Ustaše. O julgamento foi retratado no Ocidente como uma "farsa judicial" e tendenciosa contra o arcebispo. Em um veredito que polarizava a opinião pública tanto na Iugoslávia quanto fora dela, as autoridades iugoslavas o consideraram culpado da acusação de alta traição (por colaborar com o regime fascista Ustaše), bem como por cumplicidade nas conversões forçadas de ortodoxos sérvios para o Catolicismo. Ele foi condenado a 16 anos de prisão, mas ficou apenas cinco na prisão de Lepoglava antes de ser transferido para prisão domiciliar com seus movimentos limitados à sua paróquia natal de Krašić.
Em 1952, ele foi nomeado cardeal pelo Papa Pio XII. Ele foi incapaz de participar no conclave de 1958 , devido à prisão domiciliar a que tinha sido condenado. Em 10 de fevereiro de 1960, ainda em confinamento no Krasic, A. Stepinac morreu de policitemia e outras doenças que ele contraiu enquanto estava preso. Em 3 de outubro de 1998, o Papa João Paulo II declarou-o um mártir e o beatificou perante 500 000 Croatas em Marija Bistrica próximo a Zagreb.
O seu comportamento durante a Segunda Guerra Mundial, a condenação e seu posterior martírio e a beatificação permanecem controversos. Em 22 de julho de 2016, o Tribunal do Condado de Zagreb anulou sua condenação pós-guerra devido a "violações graves dos princípios fundamentais atuais e antigos do direito penal material e processual". No entanto, alguns afirmam que o julgamento contra A. Stepinac foi "realizado com o devido processo legal". Em julho de 2016, o Ministério das Relações Exteriores da Sérvia afirmou, referindo-se a restauração de Stepinac pela Croácia, que estava "horrorizado com a reabilitação do NDH dos Ustaše".
Stella Alexander, autor de The Triple Myth, uma simpática biografia de Stepinac, escreve sobre ele que "duas coisas se destacam. Ele temia o comunismo acima de tudo (especialmente mais que o fascismo) e ele achava difícil crer que algo além dos limites da Croácia, sempre com exceção da Santa Sé, era real. ... Ele vivia no meio de eventos apocalípticos, com responsabilidades que ele não havia procurado. ... No final, tinha a sensação de que ele não era grande o suficiente para o seu papel. Dada suas limitações, ele se comportou muito bem, certamente muito melhor do que a maioria de seu próprio povo, e ele cresceu em estatura espiritual durante o longo período de sua provação". O historiador Jozo Tomasevich escreveu que, enquanto Stepinac deve ser elogiado por suas ações em nome de indivíduos e grupos, bem como suas proclamações gerais de direitos humanos, o fracasso de Stepinac em condenar publicamente o genocídio contra os sérvios, "não pode ser defendido do ponto de vista humanitário, da justiça e da decência comum". O historiador Robert McCormick alegou que Stepinac "continuou sendo um participante tácito no Estado Independente da Croácia (NDH). Por várias vezes ele apareceu em público com o Poglavnik (o líder Ustaše Ante Pavelić) e cantou o Te Deum no aniversário da criação do NDH. O fracasso em denunciar publicamente as atrocidades do Ustaše em nome do NDH equivaleria a aceitar as políticas de Pavelić".

## Biografia
Alojzije Viktor Stepinac nasceu em Brezarić, uma aldeia da freguesia de Krašić no Reino da Croácia-Eslavônia, Império Austro-Húngaro  em 8 de maio de 1898, de um rico viticulturalista Josip Stepinac e de sua segunda esposa Barbara (nascida Penić). Ele foi o quinto de nove filhos, e ele tinha mais três irmãos de seu pai, do primeiro casamento.
Sua mãe, uma devota Católica Romana, orou constantemente para que ele entrasse no sacerdócio. A família mudou-se para Krašić em 1906. Stepinac frequentou a escola primária na cidade e depois frequentou o ensino médio em Zagreb no período de 1909-15, ficando no orfanato da Arquidiocese de Zagreb. Seguiu-se o estudo no liceu da arquidiocese, já que estava considerando seriamente as ordens sagradas, tendo enviado sua candidatura ao seminário aos 16 anos de idade.
Ele foi recrutado pelo Exército Austro-húngaro para o serviço na Primeira Guerra Mundial e teve de acelerar seus estudos de graduação e pós-graduação antes do previsto. Enviado para uma escola de oficiais da reserva em Rijeka, após seis meses de treinamento, ele foi enviado para servir na frente italiana em 1917, onde ele comandou soldados bósnios.
Após a formação do Estado dos Eslovenos, Croatas e Sérvios, em 1 de dezembro de 1918, ele não era mais tratado como um soldado inimigo e se ofereceu para a Legião Iugoslava, que tinha se envolvido na Frente Salônica. Como a guerra já tinha terminado, ele foi desmobilizado no posto de segundo-tenente, e voltou para casa na primavera de 1919.
Após a guerra, ele matriculou-se na Faculdade de Agricultura na Universidade de Zagreb, mas a deixou, depois de apenas um semestre e voltou para casa para ajudar seu pai em seus vinhedos. Seu pai queria que ele se casasse e em 1923, foi brevemente noivo de uma professora, Marija Horvat, mas o noivado foi desfeito. Em 1922, Stepinac era parte do Hrvatski orlovi (águias croatas) organização desportiva juvenil conservadora Católica e viajou para os jogos de massas em Brno, Checoslováquia. Ele estava na frente da procissão cerimonial do grupo, carregando a bandeira croata.
Em 28 de outubro de 1924, com 26 anos de idade, Stepinac entrou no Collegium Germanicum et Hungaricum em Roma para estudar para o sacerdócio. Durante seus estudos , ele fez amizade com o futuro cardeal austríaco Franz König , quando os dois jogaram juntos em uma equipe de voleibol. Concedida uma bolsa de estudo a ele, passou a estudar para o doutorado em teologia e filosofia na Pontifícia Universidade Gregoriana. Além do croata, era fluente em italiano, alemão e francês.
Ele foi ordenado em 26 de outubro de 1930 pelo arcebispo Giuseppe Palica, vice-gerente de Roma, em uma cerimônia que incluiu também a ordenação de seu eventual sucessor como arcebispo de Zagreb, Franjo Šeper. No dia 1 de novembro, ele proferiu sua primeira missa na Basílica de Santa Maria Maior. Stepinac queria servir as pessoas comuns e queria ser um padre da paróquia.
Ele celebrou sua primeira missa em sua paróquia doméstica de Krašić em 1 de julho de 1931, mas em vez de ser nomeado para uma paróquia, ele foi nomeado como mestre litúrgico de cerimônias para o arcebispo de Zagreb, Antun Bauer, em 1 de outubro. Ele também estabeleceu o ramo arquidiocesano da caridade católica Caritas em dezembro daquele ano, e iniciou e editou a revista Caritas. Ele também administrou temporariamente as paróquias de Samobor e Sveti Ivan Zelina. Por essa altura, Stepinac tornou-se um forte nacionalista croata, mas não estava ativo na Ação Católica ou no movimento católico croata, politicamente conservador. Ele foi considerado "consciente e dedicado à sua obra".

### Segunda Guerra
Após a eclosão da guerra em setembro de 1939, a Iugoslávia declarou a sua neutralidade e o Reino Unido trabalhou arduamente para ajudar a Iugoslávia manter a sua posição. Em face da constante pressão crescente da Alemanha e da Itália, em março de 1941, a Iugoslávia tinha sido completamente cercada por membros do Eixo. Nesta situação, alguns altos funcionários do governo estavam defendendo que a Iugoslávia aderisse ao Pacto Tripartite.
Após uma série de atrasos, o príncipe Paulo e o primeiro-ministro Cvetković assinaram o Pacto em 25 de março, mas no dia seguinte, houve manifestações em Belgrado contrárias à assinatura. Nas primeiras horas do dia 27 de março, um golpe de Estado sem derramamento de sangue foi executado. Na sequência do golpe, o novo governo se recusou a ratificar a assinatura do Pacto Tripartite na Iugoslávia, mas não o descartou abertamente. O golpe encontrou pouco apoio com a população croata, e no dia seguinte ao início da invasão, Maček renunciou ao governo e retornou a Zagreb em antecipação à agitação.

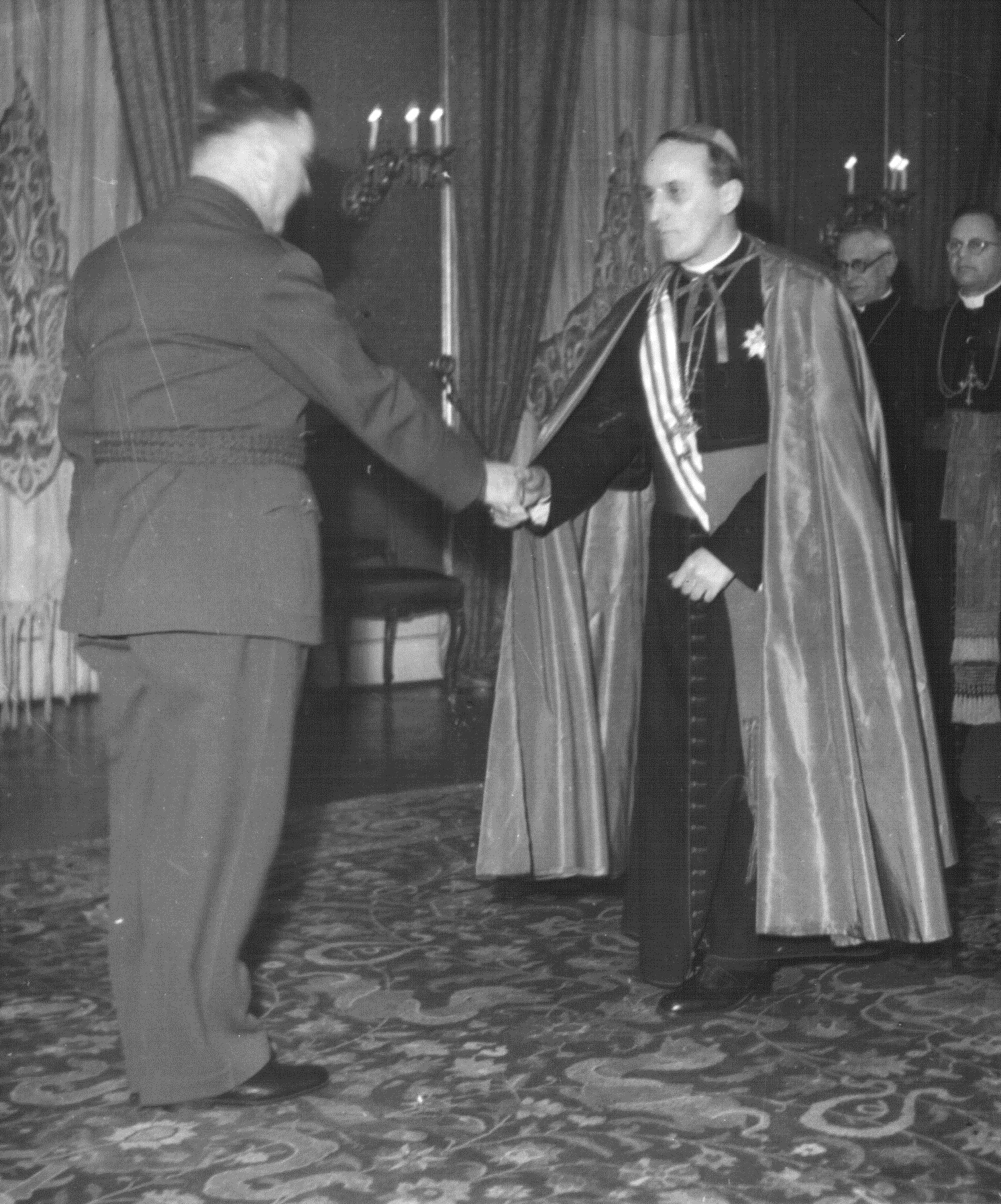
Stepinac cumprimentando o líder Ustaše Ante Pavelić

Hitler ficou furioso quando soube do golpe de estado e em 27 de março de 1941, ele ordenou a invasão da Iugoslávia. Começando em 6 de abril, uma força de invasão do Eixo liderada pelos alemães iniciou seu ataque em múltiplas direções, superando rapidamente a resistência limitada iugoslava. Durante a batalha, várias unidades croatas amotinaram-se e outras ficaram mal ou desfiguradas. Em 10 de abril de 1941, com a ajuda dos alemães, a figura sênior Ustaše no país, Slavko Kvaternik, proclamou a criação do Estado Independente da Croácia (em croata:  Nezavisna Država Hrvatska, NDH). Os tanques alemães entraram em Zagreb mais tarde naquele mesmo dia e foram recebidos por multidões aplaudindo.
Antes da guerra, os Ustaše foram uma organização fascista, ultranacionalista, racista e terrorista, lutando por uma Croácia independente. Terroristas Ustaše detonaram bombas em trens internacionais com destino a Iugoslávia, e foram condenados no assassinato de 1934 do rei iugoslavo Alexandre I e do ministro francês dos Negócios Estrangeiros em Marselha. Ante Pavelić, Kvaternik e outros líderes Ustaše foram condenados à morte in absentia por um tribunal francês, como verdadeiros líderes do assassinato. Os "17 Princípios" dos Ustaše proclamaram que as pessoas que não tinham sangue croata (isto é, Sérvios e Judeus), não teriam qualquer papel político no futuro estado croata. Em seu tratado de 1936, "A Questão Croata", o líder de Ustaše, Pavelić, lançou o ódio anti-sérvio e antissemita, chamando os judeus de inimigo dos croatas.

No dia 12 de abril, Stepinac visitou Kvaternik e prometeu sua lealdade para com o NDH. No dia seguinte, quando o líder da Ustaše, Ante Pavelić, chegou a Zagreb, Stepinac não participou da recepção, mas visitou Pavelić em 16 de abril. Essas reuniões ocorreram antes da capitulação das forças armadas iugoslavas em 17 de abril. Durante esta reunião, Pavelić afirmou que não seria tolerante com a Igreja Ortodoxa da Sérvia porque era uma organização política em vez de uma igreja. Naquela noite, Stepinac organizou um jantar para Pavelić. Em 27 de abril, Stepinac registrou em seu diário que Pavelić parecia ser "um católico sincero e que a Igreja desfrutaria da liberdade para realizar seu trabalho", embora ele tenha reconhecido que as dificuldades estavam por vir. No mesmo dia, o jornal oficial católico croata Nedelja elogiou Pavelić e Hitler, dizendo:
Deus, que dirige o destino das nações e controla o coração dos reis, deu-nos Ante Pavelić e mudou o líder de pessoas amigas e aliadas, Adolf Hitler, para usar suas tropas vitoriosas para dispersar nossos opressores e nos permitir criar um Estado Independente da Croácia. Glória a Deus, a nossa gratidão a Adolf Hitler e infinita lealdade para com o nosso Poglavnik, Ante Pavelić.
Em 28 de abril, Stepinac emitiu uma encíclica "entusiasmada" para sua diocese sobre a criação do "jovem estado croata", que incluía as palavras:
Nosso povo ficou cara a cara com seu sonho antigo e ardentemente desejado. Os tempos são tais que não é mais a língua que fala, mas o sangue com suas misteriosas ligações com o país, em que vimos a luz de Deus e com as pessoas de quem nascemos. Precisamos dizer que o sangue flui mais rapidamente nas nossas veias, que os corações nos peitos batem mais rápido?... É fácil ver a mão de Deus em ação aqui.
Stepinac instou o clero de sua arquidiocese a cumprir seu dever com o novo estado croata e rezar para que o chefe de Estado, ou seja, o líder Ustashe Pavelić, "pode ter o espírito e a sabedoria para cumprir o trabalho nobre e responsável para a glória de Deus e a salvação do povo na verdade e na justiça". A carta de Stepinac capturou o que era um sentimento comum entre os nacionalistas croatas e grande parte da Igreja Católica no novo estado. Considerando o papel marginal da Igreja na arena política durante o período entreguerras, a criação do NDH pareceu oferecer a Igreja e o movimento católico croata uma oportunidade. Os líderes do novo estado pareciam dispostos a trabalhar com os líderes da Igreja e, assim, reduzirem a marginalização que a Igreja foi sujeita dentro do estado iugoslavo.
As visitas imediatas de Stepinac a Kvaternik e Pavelić, e sua carta diocesana, ajudaram a Ustaše a consolidar o controle do novo estado, e aumentou sua credibilidade com o povo croata. Cornwell observa que esta carta foi emitida no mesmo dia em que quase 200 sérvios foram massacrados pela Ustaše perto de Bjelovar.
Em 30 de abril de 1941, Pavelić assinou as principais leis raciais - o Decreto Legal Sobre Origens Raciais e o Decreto Legal Sobre a Proteção do Sangue Ariano e a Honra do Povo Croata. Em maio de 1941, Pavelić visitou o Papa. Phayer escreve que Stepinac organizou o público com Pio XII, e "recomendou o ditador à Santa Sé". Ester Gitman escreve que "Stepinac escolheu não se juntar a Pavelić" e que ele recebeu uma audiência privada com o Papa. Pavelić pressionou o arcebispo Stepinac a escrever ao papa Pio XII, através do cardeal Maglione, para solicitar o reconhecimento oficial do Estado Independente da Croácia. A resposta voltou em julho - de acordo com a tradição de longa data durante a guerra, nenhum reconhecimento do Vaticano do NDH estava próximo. Mas o Papa enviou Abbott Marcone como seu visitante apostólico, que atuou como núncio papal, que satisfez o Stepinac, já que ele sentiu que "o Vaticano reconheceu de fato o novo estado".
Apesar de inicialmente receber o Estado Independente da Croácia, Stepinac posteriormente condenou as atrocidades do Estado alinhado contra os judeus e os sérvios. Ele se opôs à perseguição dos judeus e às leis nazistas, ajudou os judeus e outros a escaparem e criticaram as atrocidades de Ustaše em frente à Catedral de Zagreb em 1943. Apesar disso, Stepinac nunca rompeu com o regime de Ustaše e continuou a participar de encontros públicos ao seu lado.

### Período pós-guerra

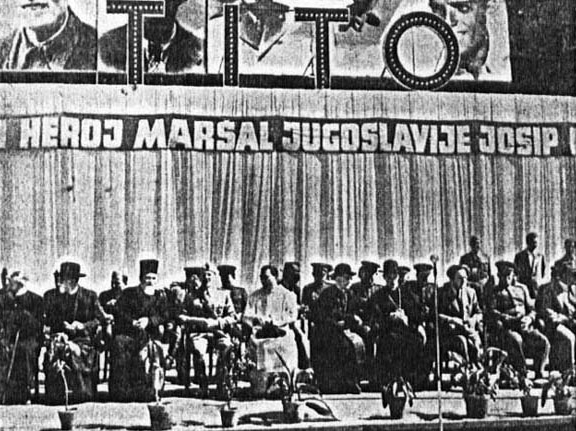
Stepinac em uma manifestação comunista pós-guerra em setembro de 1945.

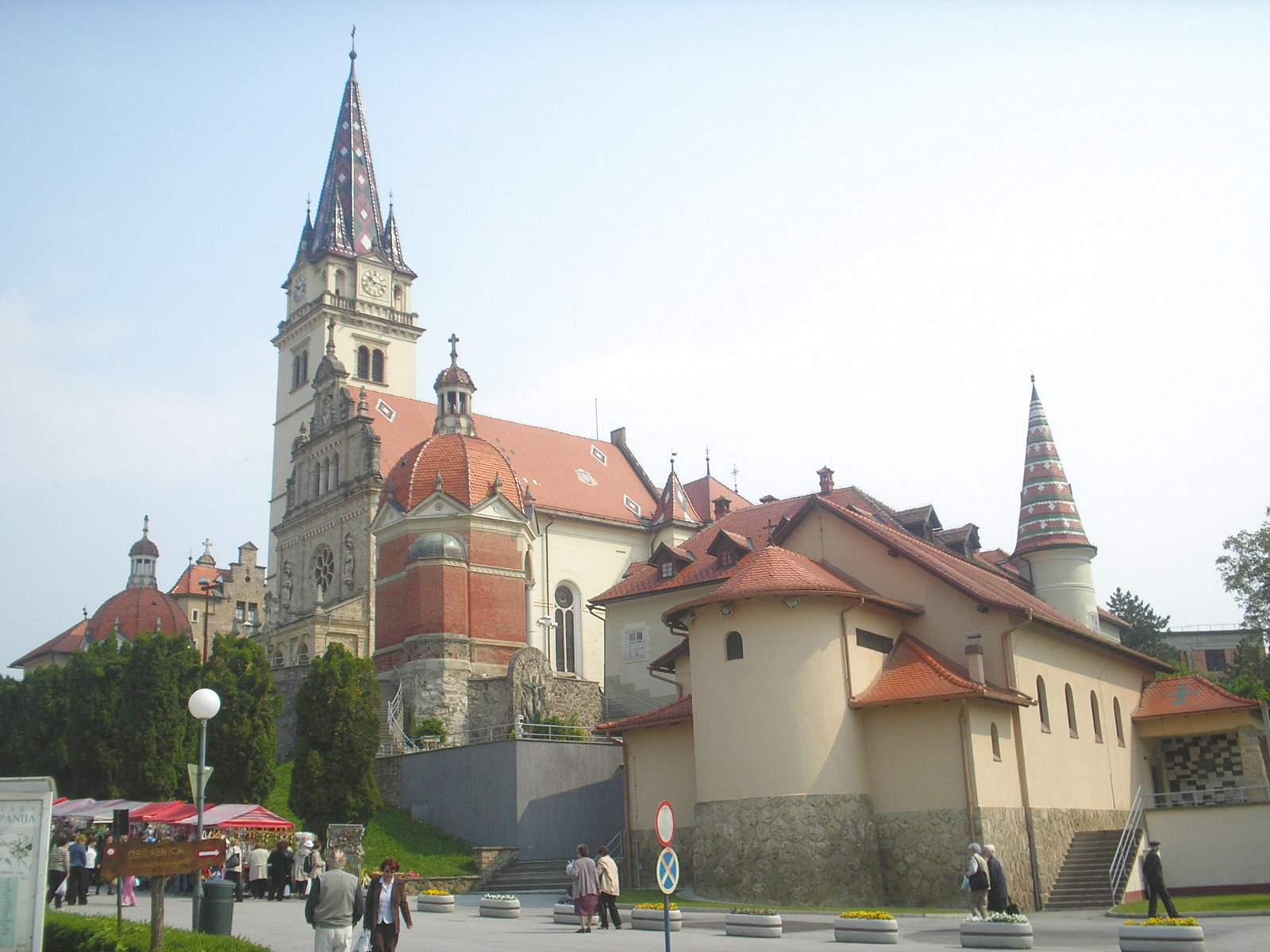
Nossa Senhora de Marija Bistrica, onde o Papa João Paulo II beatificou Stepinac em frente a 500 000 Croatas

Após a guerra, em 17 de maio de 1945, Stepinac foi preso.
No dia 2 de junho, líder iugoslavo Josip Broz Tito reuniu-se com representantes da Arquidiocese de Zagreb, , durante o qual ele defendia a ideia de que "a Igreja Católica poderia fazer mais para as pessoas se fosse independente do Vaticano" e mais "nacional", como a Igreja Ortodoxa sérvia. Um dia depois, Stepinac se encontrou com Tito, durante o qual o principal objetivo de Tito foi promover a ideia de uma Igreja Católica autônoma para a Iugoslávia com seu próprio primaz. Isso foi consistente com a política do governo iugoslavo no período imediato da pós-guerra.
No dia 22 de junho, os bispos da Croácia lançaram uma carta pública, acusando as autoridades iugoslavas de injustiças e crimes em relação a eles. Em 28 de junho, Stepinac escreveu uma carta ao governo da Croácia pedindo o fim do processo contra os colaboracionistas nazistas (A colaboração foi generalizada na Iugoslávia ocupada).  Em agosto, foi introduzida uma nova lei de reforma agrária que legalizou o confisco de 85% das explorações da igreja na Iugoslávia.
Durante o mesmo período, o arcebispo quase certamente teve laços com os guerrilheiros Ustaše pós-guerra, os "Cruzados", e trabalhou ativamente contra o Estado. Depois de fugir com Pavelić, Erih Lisak, o último chefe de polícia da Ustaše, em segredo, retornou à Croácia em setembro de 1945, para organizar as forças restantes de Ustaše escondidas nas florestas e ele estabeleceu contato com o escritório de Stepinac e o próprio Stepinac. Ante Moškov, um antigo general da Ustaše, contatou-se com Stepinac, e a polícia descobriu os arquivos da Ustaše e o ouro escondido no porão do arcebispado.
Em setembro de 1945, um sínodo da Conferência Episcopal da Iugoslávia foi realizado em Zagreb, que discutiu o confronto com o governo. Em 20 de setembro, Stepinac publicou uma carta pastoral em que ele afirmou que "273 clérigos haviam sido mortos" desde a tomada do poder pelos partisans, "169 haviam sido presos" e outro "89 estavam desaparecidos e presumidos mortos".
Esta carta pastoral foi lida em igrejas católicas em toda a Iugoslávia, bastante diferente da época em que Stepinac não emitiu uma única carta pastoral condenando os genocídios da Ustaše contra os judeus, ciganos e sérvios. A carta repetidamente condenou os comunistas pelo nome, em grande detalhe, enquanto Stepinac nunca condenou o Ustaše pelo nome, fazendo apenas referências breves e gerais a seus crimes, a públicos muito limitados. A extensa crítica da carta das ações comunistas contra a Igreja Católica, também contrastava com o completo silêncio de Stepinac, observado por Tomasevich, quanto aos enormes ataques da Ustaše contra a Igreja Ortodoxa da Sérvia.
Em resposta a esta carta, Tito falou publicamente contra Stepinac pela primeira vez escrevendo um editorial em 25 de outubro no jornal do Partido Comunista Borba acusando Stepinac de declarar a guerra contra a nova Iugoslávia. Consequentemente, em 4 de novembro Stepinac teve pedras jogadas contra ele por uma multidão de partidários em Zaprešić. Tito tinha estabelecido o lema "fraternidade e unidade", como objetivo da federação e política central, a qual não queria ameaçada pela agitação interna. Além disso, com o crescente conflito da Guerra Fria e o aumento das preocupações com a infiltração ocidental e soviética (ver Ruptura Tito-Stálin), o governo iugoslavo não tolerou mais subversão interna dentro da nova federação potencialmente frágil.
Em um esforço para pôr fim às atividades do arcebispo, Tito tentou chegar a um acordo com Stepinac e alcançar um maior grau de independência para a Igreja Católica na Iugoslávia e na Croácia. Stepinac recusou-se a romper com o Vaticano e continuou a condenar publicamente o governo comunista. Tito, no entanto, estava relutante em levá-lo a julgamento, apesar de condenar provas que estavam disponíveis.  Em setembro de 1946, as autoridades iugoslavas acusaram Stepinac de múltiplas acusações de crimes de guerra e colaboração com o inimigo durante a guerra. Milovan Đilas, um importante líder do Partido, afirmou que Stepinac nunca teria sido levado a julgamento "se ele não continuasse a opor-se ao novo regime comunista."
Stepinac condenou publicamente o novo governo iugoslavo e suas ações durante e após a Segunda Guerra Mundial, especialmente pelos assassinatos de sacerdotes por militantes comunistas.

### Morte e martírio

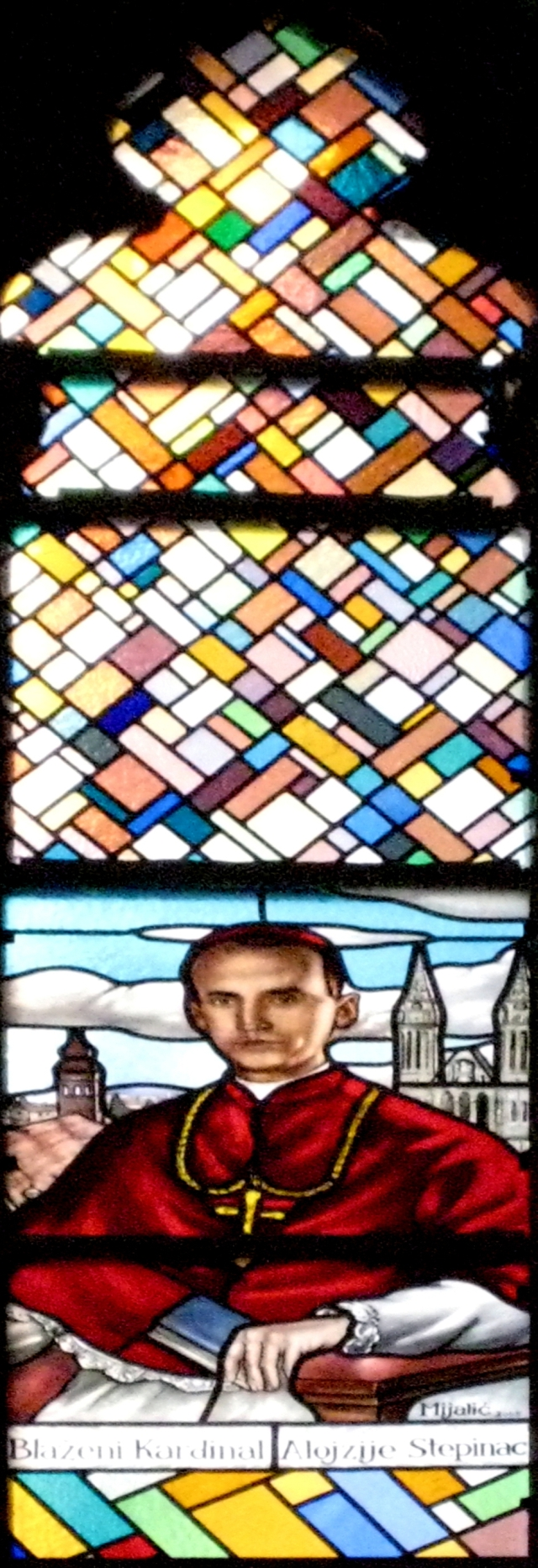
Vitrais da Igreja da Virgem Maria de Lourdes, em Rijeka

Em 1953, Stepinac foi diagnosticado com policitemia, uma rara doença sanguínea que envolve o excesso de glóbulos vermelhos no sangue, fazendo com que ele brinque, "eu estou sofrendo de um excesso de vermelhos". Em 10 de fevereiro de 1960, aos 61 anos de idade, Stepinac, morreu de trombose. O papa João XXIII realizou uma missa de réquiem para ele logo após sua morte na Basílica de São Pedro. Ele foi enterrado em Zagreb durante um serviço no qual os protocolos adequados ao seu status foram, com a permissão de Tito, plenamente observados. O Cardeal Franz König, estava entre aqueles que participaram do funeral. As relações do governo iugoslavo com o Vaticano melhoraram após a morte de Stepinac e se desenvolveram depois do Concílio Vaticano II, de 1962-65. As relações diplomáticas foram restauradas em 1966.
Apesar de Stepinac morrer em paz em casa, ele rapidamente se tornou um mártir na visão de seus partidários e muitos outros católicos. Em 1998, vestígios de arsênico foram detectados nos ossos de Stepinac, levando muitos a acreditar que ele tinha sido envenenado por seus captores.  Mas a administração de arsênico junto com a sangria foi um tratamento padrão para policitemia no início da década de 1950.
Meštrović não retornou à Iugoslávia até 1959 e, ao retornar, encontrou-se novamente com Stepinac, que estava sob prisão domiciliar. Meštrović passou a esculpir um busto de Stepinac depois de sua morte, onde se lê: "Arcebispo Stepinac não era um homem de palavras vãs, mas ao invés disso, ele ajudou ativamente cada pessoa─quando ele era capaz, e na medida em que ele era capaz. Ele não fez nenhuma distinção sobre se um homem necessitado era um croata ou um sérvio, seja ele católico ou ortodoxo, seja ele cristão ou não cristão. Todos os ataques contra ele são o produto da desinformação, ou o produto de uma mente nublada, não se pode mudar esta realidade....".
Em 1970, Glas Koncila publicou um texto sobre Stepinac retirado de L'Osservatore Romano, que resultou no confisco da edição por decreto judicial. O processo de beatificação de Stepinac começou em 9 de outubro de 1981. A Igreja Católica declarou Stepinac um mártir em 11 de novembro de 1997, e em 3 de outubro de 1998, o Papa João Paulo II, durante a peregrinação à Marija Bistrica, beatificou Stepinac, declarando que ele tinha de fato sido um mártir. João Paulo já havia determinado que, quando um candidato à santidade tivesse sido martirizado, sua causa poderia ser analisada sem o requisito normal de evidência de uma intercessão milagrosa pelo candidato. Consequentemente, ele o beatificou.
Muitos não-católicos permaneceram reticentes sobre o reconhecimento da qualidade de mártir de Stepinac e sobre suas qualidades santas em geral. A beatificação reiniciou velhas controvérsias entre catolicismo e comunismo e entre sérvios e croatas. A comunidade judaica na Croácia,que teve alguns membros ajudados por Stepinac durante a Segunda Guerra Mundial, não se opôs a sua beatificação, mas o Centro Simon Wiesenthal pediu que fosse adiada até que sua conduta em guerra tivesse sido melhor investigada. O Vaticano não expressou reação, embora alguns croatas expressaram irritação.

## Reabilitação
O Parlamento Croata, em 1992, após o fim do comunismo iugoslavo, decidiu reabilitar a sua memória declarando que: foi condenado, apesar de inocente, porque havia se recusado a realizar o cisma eclesial que lhe haviam ordenado os governantes comunistas e porque atuou contra a violência e os crimes dos governantes comunistas, como havia feito durante a II Guerra Mundial para proteger aos perseguidos, com independência da origem étnica e das convicções religiosas.
O cardeal Angelo Sodano, ao fazer a homilia da celebração eucarística dos 40 anos da sua morte na Igreja de São Jerônimo dos Croatas, afirmou: "Com a sua profunda formação cristã, não se deixou abater nem mesmo quando em outubro de 1946 chegou a dura condenação a dezesseis anos de trabalhos forçados. Por ser fiel à sua missão de pai e pastor do seu povo, o Arcebispo de Zagabria havia condenado com a sua célebre carta pastoral de 20 de novembro de 1945, o assassinato de 243 padres católicos, a expropriação dos bens eclesiásticos, as graves restrições infligidas a atividade da Igreja. Paralelamente, com o seu profundo sentido eclesial, tinha afastado todas as solicitações para dar vida a uma igreja nacional separada de Roma. Ao contrário, em muitas ocasiões o venerado cardeal Franjo Kuharic afirmou que foi isto o principal motivo da sua condenação, o ter-se recusado a dar vida a uma pseudoigreja nacional croata. Por isto, ainda, o Arcebispo emérito de Zagabria, cardeal Stepinac pode ser justamente considerado como um mártir da unidade da Igreja." (...) "Com intrépida fortaleza, ele sentia-se assim animado a continuar a sua missão, assim como havia feito nos primeiros anos do episcopado, de 1934 seguidamente, assim como fez durante a ocupação nazista, condenando abertamente a violação dos direitos humanos perpetrada contra os hebreus, os romenos, os sérvios e os eslovenos".

### Bento XVI
No dia 5 de junho de 2011, o Papa Bento XVI por ocasião de sua visita à Croácia, disse na celebração na Catedral de Zagreb, dedicada a "Maria Santíssima Assunta e Santo Estêvão, Rei da Hungria":
| “ | Esta tarde, queremos comemorar com devoção e em oração o beato Alojzije Stepinac, valoroso pastor, exemplo de zelo apostólico e firmeza cristã, cuja vida heroica ilumina também hoje os fiéis das dioceses croatas, sustentando assim a fé e a vida eclesial. Os méritos deste inolvidável bispo derivam essencialmente de sua fé: ele teve em sua vida o olhar fixo sempre em Jesus, e sempre se configurou com Ele, até o ponto de converter-se em uma imagem viva de Cristo, também em seus sofrimentos. Precisamente por sua firme consciência cristã, soube resistir a todo totalitarismo, fazendo-se defensor dos judeus, ortodoxos, e todos os perseguidos no tempo da ditadura nazista e fascista, e depois, no período do comunismo, "advogado" de seus fiéis, especialmente de tantos sacerdotes perseguidos e assassinados. Sim, chegou a ser "advogado" de Deus nesta terra, pois defendeu tenazmente a verdade e o direito do homem viver com Deus. | ” |

## Beatificação
O cardeal Stepinac foi beatificado em 3 de outubro de 1998 pelo Papa João Paulo II, no santuário mariano de Marija Bistrica, durante uma visita apostólica à Croácia. É considerado pela Igreja Católica um mártir perseguido pelo então regime comunista iugoslavo de Tito.
Na cerimônia de beatificação dele disse João Paulo II:
| “ | O Beato Alojzije Stepinac não derramou o sangue no sentido estrito da palavra. A sua morte foi causada pelos longos sofrimentos a que o submeteram: os últimos 15 anos da sua vida foram um contínuo suceder-se de vexações, no meio das quais expôs com coragem a própria vida, para testemunhar o Evangelho e a unidade da Igreja. Para usar as próprias palavras do Salmo, ele pôs nas mãos de Deus a sua própria vida (cf. Sl 16[15], 5). ... O Cardeal Arcebispo de Zagrábia, uma das figuras mais salientes da Igreja católica, depois de ter sofrido no próprio corpo e na própria alma as atrocidades do sistema comunista, é agora entregue à memória dos seus compatriotas com as fúlgidas insígnias do martírio. | ” |

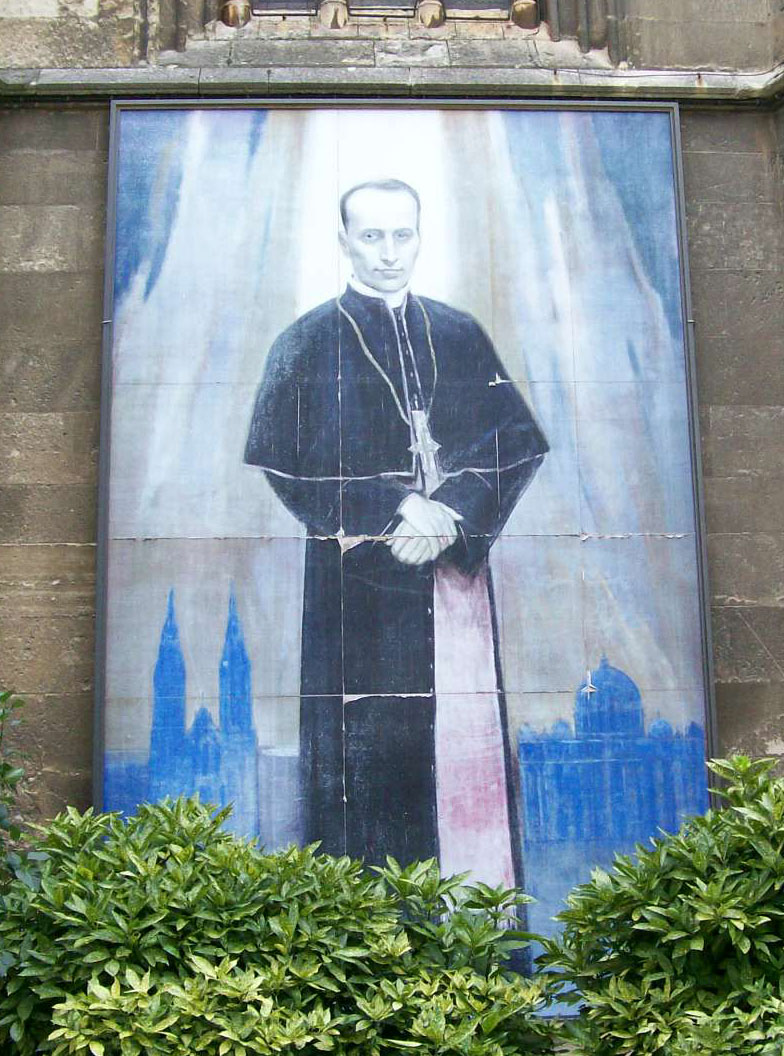
Imagem de Stepinac na Catedral de Zagreb.

Em 4 de outubro em Salona, num encontro com catequistas e representantes dos movimentos eclesiais disse sobre o novo Beato: "Um exemplo extraordinário de testemunho cristão foi oferecido pelo Beato Alojzije Stepinac. Ele cumpriu a missão de evangelizador sobretudo sofrendo pela Igreja, e selou a sua mensagem de fé com a morte. Preferiu o cárcere à liberdade, para defender a liberdade da Igreja e a sua unidade. Não teve medo das cadeias, para que não fosse acorrentada a palavra do Evangelho".
Em audiência de 7 de outubro de 1998 João Paulo II voltou a se referir a ele: "In Te, Domine, speravi": era este o lema do Cardeal Alojzije Stepinac, junto de cujo túmulo me detive em oração logo que cheguei a Zagrábia. Na sua figura sintetiza-se a inteira tragédia que atingiu a Europa no decurso deste século, marcado pelos grandes males do fascismo, do nazismo e do comunismo. Nele refulge em plenitude a resposta católica: fé em Deus, respeito pelo homem, amor para com todos confirmado no perdão, unidade com a Igreja guiada pelo Sucessor de Pedro.

A causa da perseguição e do ridículo processo contra ele foi a firme rejeição, por ele oposta, às insistências do regime para que se separasse do Papa e da Sé Apostólica e se constituísse chefe de uma «igreja nacional croata». Ele preferiu permanecer fiel ao Sucessor de Pedro. Por isto foi caluniado e depois condenado.
Na sua beatificação reconhecemos a vitória do Evangelho de Cristo sobre as ideologias totalitárias; a vitória dos direitos de Deus e da consciência sobre a violência e a prepotência; a vitória do perdão e da reconciliação sobre o ódio e a vingança. O Beato Stepinac constitui assim o símbolo da Croácia que quer perdoar e reconciliar-se, purificando a memória do rancor e vencendo o mal com o bem.

## Citações
Stepinac foi citado por João Paulo II na viagem à Croácia em outubro de 1998:
- (...)"recomendava aos jovens do seu tempo: ""Estai atentos a vós próprios e continuai a maturar, porque sem pessoas maduras e sólidas do ponto de vista moral nada se faz. Os maiores patriotas não são aqueles que mais gritam, mas os que cumprem a lei de Deus de maneira mais conscienciosa"" (Homilias, Discursos, Mensagens, Zagrábia 1996, pág. 97)."[85]
- "Nunca percais o vosso entusiasmo juvenil, alimentado por uma profunda relação com Deus. A este propósito, o próprio Cardeal Stepinac recomendava aos sacerdotes: ""Afastai da nossa juventude, como a peste, qualquer forma de pusilanimidade, porque é indigna dos católicos, os quais se podem orgulhar dum nome tão grande, que é o nome do nosso Deus"" (Cartas da Prisão, Zagrábia 1998, pág. 310)."[86]

Citado por Bento XVI na visita à Croácia em 2011:
- (...)"Um dos maiores males do nosso tempo é a mediocridade nas questões de fé. Não tenhamos ilusões... Ou somos católicos ou não o somos. Se o somos, é preciso que isto se manifeste em cada âmbito da nossa vida" (Homilia na Solenidade de São Pedro e São Paulo), 29 de junho de 1943).[87]

## Representação nas artes
Coci Michieli realizou um filme sobre a sua vida em 1954.

### Livros
- «Livros publicados sobre Stepinac». - seleção
- Alexander, Stella (1979). Church and State in Yugoslavia Since 1945. [S.l.]: Cambridge University Press. ISBN 978-0-521-21942-6
- Alexander, Stella (1987). The Triple Myth: A Life of Archbishop Alojzije Stepinac. [S.l.]: East European Monographs. ISBN 978-0-88033-122-7
- Akmadža, Miroslav (2004). Katolička crkva u Hrvatskoj i komunistički režim, 1945.-1996 [The Catholic Church in Croatia and the Communist Regime 1945–1966]. [S.l.]: Otokar Keršovani. ISBN 978-953-153-098-9
- Biondich, Mark (2005). «Religion and Nation in Wartime Croatia: Reflections on the Ustaša Policy of Forced Religious Conversions, 1941–1942». The Slavonic and East European Review. 83 (1): 71-116
- Biondich, Mark (2007a). «Controversies Surrounding the Catholic Church in Wartime Croatia, 1941–45». The Independent State of Croatia 1941–45. [S.l.]: Routledge. pp. 31–59
- Biondich, Mark (2007b). «Radical Catholicism and Fascism in Croatia, 1918–1945». Totalitarian Movements and Political Religions. 8 (2): 383-399
- Ljubojević, Ana; Gavrilović, Darko; Perica, Vjekoslav (2011). «Myths and Countermyths and the Incorporation of Myth into New National Ideologies». Political Myths in the Former Yugoslavia and Successor States. [S.l.]: Institute for Historical Justice and Reconciliation. ISBN 978-90-8979-067-5
- Breitman, Richard (2005). U.S. Intelligence and the Nazis. New York, New York: Cambridge University Press. ISBN 978-0-521-61794-9
- Bulajić, Milan (1994). The Role of the Vatican in the break-up of the Yugoslav State: The Mission of the Vatican in the Independent State of Croatia. Col: Ustashi Crimes of Genocide. Belgrade: Stručna knjiga
- Bunson, Matthew; Bunson, Margaret; Bunson, Stephen (1999). John Paul II's Book of Saints. [S.l.]: Our Sunday Visitor Publishing. ISBN 978-0-87973-934-8
- Butler, Alban; Burns, Paul (1995). Butler's Lives of the Saints. [S.l.]: A&C Black. ISBN 978-0-86012-261-6
- Ćorić, Šimun Šito (1998). «II. A Brief Biography». Cardinal Alojzije Stepinac — Basic Facts about His Person and Work. Zagreb, Croatia: Croatian Information Centre. ISBN 978-953-6058-17-4
- Cornwell, John (2008). Hitler's Pope: The Secret History of Pius XII. [S.l.]: Penguin Books. ISBN 978-0-14-311400-0
- Cvitković, Ivan (1986). Ko je bio Alojzije Stepinac [Who was Alojzije Stepinac?]. Sarajevo, Yugoslavia: NIŠRO "Oslobođenje," OOUR Izdavačka djelatnost
- Dedijer, Vladimir (1992). The Yugoslav Auschwitz and the Vatican: The Croatian Massacre of the Serbs During World War II. [S.l.]: Prometheus Books. ISBN 978-0-87975-752-6
- Dever, Joseph (1975). Cushing of Boston: A Candid Portrait. [S.l.]: Branden Books. ISBN 978-0-8283-1382-7
- Dujmović, Tihomir (1991). Razgovori s Dr. Antom Ciligom. [S.l.]: Profil. ISBN 978-953-7701-20-8
- Fine, John (2007). «Part 2: Strongmen can be Beneficial: the Exceptional Case of Josip Broz Tito». In:  Fischer, Bernd Jürgen. Balkan Strongmen: Dictators and Authoritarian Rulers of South Eastern Europe. [S.l.]: Purdue University Press. ISBN 978-1-55753-455-2
- Gabelica, Ivan (2007). Blaženi Alojzije Stepinac i hrvatska država. Zagreb: Ivan Gabelica. ISBN 978-953-95941-0-5
- Gilbert, Martin (2003). The Righteous: The Unsung Heroes of the Holocaust. [S.l.]: Henry Holt and Company. ISBN 978-0-8050-6260-1
- Gitman, Esther (2011). When Courage Prevailed: The Rescue and Survival of Jews in the Independent State of Croatia 1941–1945. [S.l.]: Paragon House. ISBN 978-1-55778-894-8
- Goldhagen, Daniel Jonah (2002). A Moral Reckoning: The Role of the Catholic Church in the Holocaust and Its Unfulfilled Duty of Repair. [S.l.]: Alfred A. Knopf. ISBN 978-0-375-71417-7
- Janjatović, Bosiljka (2002). Politički teror u Hrvatskoj 1918.-1935. [S.l.]: Hrvatski institut za provijest. ISBN 978-953-6491-71-1
- Jansen, Hans (2003). Pius XII: chronologie van een onophoudelijk protest. [S.l.]: Kok. ISBN 978-90-435-0736-3
- Kaplan, Robert D. (2014). Balkan Ghosts: A Journey Through History. [S.l.]: Picador. ISBN 978-1-4668-6830-4
- Kent, Peter C. (2002). Lonely Cold War of Pope Pius XII: The Roman Catholic Church and the Division of Europe, 1943–1950. [S.l.]: McGill-Queen's Press — MQUP. ISBN 978-0-7735-6994-2
- Kolanović, Nada Kisić (1998). Mladen Lorković: ministar urotnik. [S.l.]: Golden marketing. ISBN 978-953-6168-51-4
- Konig, Franz (2005). Open to God, Open to the World. [S.l.]: Bloomsbury Academic. ISBN 978-0-86012-394-1
- Krišto, Jure G. (1998). Katolička crkva i Nezavisna Država Hrvatska, 1941.-1945 [The Catholic Church in the Independent State of Croatia, 1941–1945]. Zagreb, Croatia: Hrvatski Institut za povijest. ISBN 978-953-6491-18-6
- Lampe, John R. (2004). Ideologies and National Identities: The Case of Twentieth-century Southeastern Europe. [S.l.]: Central European University Press. ISBN 978-963-9241-82-4
- Lilly, Carol S. (2001). Power and Persuasion: Ideology and Rhetoric in Communist Yugoslavia, 1944–1953. [S.l.]: Westview Press. ISBN 978-0-8133-3825-5
- Milazzo, Matteo J. (1975). The Chetnik Movement & the Yugoslav Resistance. Baltimore, Maryland: Johns Hopkins University Press. ISBN 978-0-8018-1589-8
- Nielsen, Christian Axboe (2014). Making Yugoslavs: Identity in King Aleksandar's Yugoslavia. [S.l.]: University of Toronto Press. ISBN 978-1-4426-2750-5
- Novak, Viktor (2011). Magnum Crimen: Half a Century of Clericalism in Croatia. 1. Jagodina: Gambit
- Novak, Viktor (2011). Magnum Crimen: Half a Century of Clericalism in Croatia. 2. Jagodina: Gambit
- O'Brien, Anthony Henry (1947). Archbishop Stepinac, the man and his case. [S.l.]: The Standard
- Paris, Edmond (1961). Genocide in Satellite Croatia, 1941–1945: A Record of Racial and Religious Persecutions and Massacres. Chicago: American Institute for Balkan Affairs
- Patte, Richard (1953). The Case of Cardinal Aloysius Stepinac. [S.l.]: Bruce
- Perić, Ivo (2003). Vladko Maček: politički portret. [S.l.]: Golden marketing-Tehnička knjiga. ISBN 978-953-212-155-1
- Phayer, Michael (2000). The Catholic Church and the Holocaust, 1930–1965. [S.l.]: Indiana University Press. ISBN 0-253-21471-8
- Ramet, Sabrina Petra (2002). Balkan Babel: The Disintegration Of Yugoslavia From The Death Of Tito To The Fall Of Milosevic 4 ed. [S.l.]: Westview Press. ISBN 0-8133-4618-5
- Ramet, Sabrina P. (2007). «Personalities in the History of the NDH». In:  Ramet, Sabrina P. The Independent State of Croatia 1941–45. Abingdon, Oxfordshire: Routledge. pp. 95–100. ISBN 978-0-415-44055-4
- Ramet, Sabrina P.; Lazić, Sladjana (2011). «The Collaborationist Regime of Milan Nedić». In:  Ramet, Sabrina P.; Listhaug, Ola. Serbia and the Serbs in World War Two. London, United Kingdom: Palgrave Macmillan. pp. 17–43. ISBN 978-0-230-27830-1
- Rivelli, Marco Aurelio (1998). Le génocide occulté: État Indépendant de Croatie 1941–1945 [Hidden Genocide: The Independent State of Croatia 1941–1945] (em francês). Lausanne: L'age d'Homme
- Rivelli, Marco Aurelio (1999). L'arcivescovo del genocidio: Monsignor Stepinac, il Vaticano e la dittatura ustascia in Croazia, 1941–1945 [The Archbishop of Genocide: Monsignor Stepinac, the Vatican and the Ustaše dictatorship in Croatia, 1941–1945] (em italiano). Milano: Kaos
- Rivelli, Marco Aurelio (2002). "Dio è con noi!": La Chiesa di Pio XII complice del nazifascismo ["God is with us!": The Church of Pius XII accomplice to Nazi Fascism] (em italiano). Milano: Kaos
- Roberts, Walter R. (1987). Tito, Mihailović and the Allies: 1941–1945. New Brunswick, New Jersey: Duke University Press. ISBN 978-0-8223-0773-0
- Schreiber, Dr. Gerhard; Stegemann, Bernd; Vogel, Detlef (1995). The Mediterranean, South-East Europe, and North Africa, 1939–1941 : from Italy's Declaration of Non-belligerence to the Entry of the United States into the War. Oxford, United Kingdom: Oxford University Press. ISBN 978-0-19-822884-4
- Steckel, Charles W. (1973). Destruction and Survival. [S.l.]: Delmar Publishing Company
- Tanner, Marcus (1997). Croatia: A Nation Forged in War. [S.l.]: Yale University Press. ISBN 0-300-07668-1
- Tomasevich, Jozo (1975). War and Revolution in Yugoslavia, 1941–1945: The Chetniks. Stanford, California: Stanford University Press. ISBN 978-0-8047-0857-9
- Tomasevich, Jozo (2001). War and Revolution in Yugoslavia, 1941–1945: Occupation and Collaboration. Stanford, California: Stanford University Press. ISBN 978-0-8047-3615-2
- U.S. Army (1986) [1953]. The German Campaigns in the Balkans (Spring 1941). Washington, D.C.: United States Army Center of Military History. OCLC 16940402. CMH Pub 104-4
- Velikonja, Mitja (2003). Religious Separation and Political Intolerance in Bosnia-Herzegovina. [S.l.]: Texas A&M University Press. ISBN 978-1-60344-724-9
- West, Richard (1995). Tito and the Rise and Fall of Yugoslavia. New York, New York: Carroll & Graf. ISBN 978-0-7867-0332-6
- Žutić, Nikola (2000). «Diktatura kralja Aleksandra i Rimokatolička crkva 1929–1934. godine». In:  Fleck, Hans-Georg; Graovac, Igor. Dijalog povjesničara-istoričara (PDF). 2. Zagreb, Croatia: Friedrich-Naumann-Stiftung. pp. 503–520. ISBN 978-953-96037-5-3. Cópia arquivada (PDF) em 19 de outubro de 2013
- Žutić, Nikola (2001). «The Vatican and Croatdom in the First Half of the 20th Century (until 1941)» (PDF). In:  Graovac, Igor. Dijalog povjesničara-istoričara (PDF). 3. [S.l.]: Zaklada Friedrich-Naumann. pp. 405–422. Arquivado do original em 5 de dezembro de 2014

### Jornais
- Akmadža, Miroslav (2003). «Uzroci prekida diplomatskih odnosa između Vatikana i Jugoslavije 1952. godine» [The Reasons for the Cessation of Diplomatic Relations between Yugoslavia and the Vatican in 1952]. Institute of Ecclesiastical History. Croatica Christiana Periodica. 52: 171–202
- Coleman, John A. (1991). «Spiritual Resistance in Eastern Europe». The Academy of Political Science. Proceedings of the Academy of Political Science. 38 (1): 113–128. ISSN 0065-0684. doi:10.2307/1173817
- Gitman, Esther (2006). «A Question of Judgement: Dr. Alojzije Stepinac and the Jews». Review of Croatian History (2): 47–72
- Gruenwald, Oskar (1987). «Yugoslav Camp Literature: Rediscovering the Ghost of a Nation's Past- Present-Future». Association for Slavic, East European, and Eurasian Studies. Slavic Review. 46 (3/4): 513–528. ISSN 0037-6779. doi:10.2307/2498101
- Horvat, Vladimir (1996). «Nadbiskup Alojzije kardinal Stepinac i totalitarni režimi» [Archbishop Aloysius Cardinal Stepinac and Totalitarian Regimes]. Filozofsko-teološki institut. Obnovljeni život (em croata). 51 (1/2): 149–156. ISSN 0351-3947
- Kolar, Bogdan (2008). «The Priestly Patriotic Associations in the Eastern European Countries». Ljubljana, Slovenia: University of Ljubljana. Bogoslovni vestnik. 68 (2): 231–256. ISSN 0006-5722
- Krešić, Milenko (2007). «Bosnia and Herzegovina and Consequences of Exclusivist Ideologies». Review of Croatian History (1): 75–107
- Starič, Jerca Vodušek (2005). «The Concurrence of Allied and Yugoslav Intelligence Aims and Activities». The Journal of Intelligence History. 5 (1): 29–44. doi:10.1080/16161262.2005.10555107
- Tomić, Celestin (1998). «Proročki duh Alojzija Stepnica» [The Prophetic Spirit of Aloysius Stepinac]. Zagreb, Croatia: Filozofsko-teološki institut. Obnovljeni život (em croata). 53 (1): 59–75. ISSN 0351-3947

### Sites
- «Cardinal Alojzije Stepinac – biography». Glas Koncila. 2015. Consultado em 10 de outubro de 2015. Arquivado do original em 10 de outubro de 2015
- «Hrvatski Pravednici» [Croatian Righteous]. Croatian Ministry of Science, Education and Sports. 2015. Consultado em 31 de outubro de 2015. Arquivado do original em 4 de março de 2016
- «Sveti Nikola Tavelić, prvi hrvatski svetac (1340–1391)» [Saint Nikola Tavelić, the first Croatian saint (1340–1391)]. Studentski katolički centar (em croata). 2010. Consultado em 10 de outubro de 2015. Arquivado do original em 21 de julho de 2011
- Čelar, Joško (2 de fevereiro de 2006). «Svjedok vjere: U Šibeniku se otkriva najmonumentalniji spomenik blaženome Alojziju Stepincu» [Witness of Faith: Šibenik reveals a most striking monument to Aloysius Stepinac]. Slobodna Dalmacija (em croata). Consultado em 10 de outubro de 2015. Arquivado do original em 10 de outubro de 2015
- Preziosi, Giovanni (9 de agosto de 2011). «The papers of Apostolic Visitor, Giuseppe Ramiro Marcone reveal the Holy See's commitment to helping Jews persecuted by Nazis». news.va. Consultado em 21 de outubro de 2015. Arquivado do original em 21 de outubro de 2015
- Zagorac, Vlado (7 de agosto de 2006). «Stepinac je naša svećenička misija» [A Priestly Mission for Stepinac]. Večernji list (em croata). Consultado em 10 de outubro de 2015